# Hengyang
Hengyang (衡阳S, HéngyángP) è una città-prefettura della provincia cinese dell'Hunan.

## Suddivisioni amministrative
- Distretto di Nanyue
- Distretto di Shigu
- Distretto di Yanfeng
- Distretto di Zhengxiang
- Distretto di Zhuhui
- Changning
- Leiyang
- Contea di Hengdong
- Contea di Hengnan
- Contea di Hengshan
- Contea di Hengyang
- Contea di Qidong